# Bertha (Fraumünster)
Bertha (* zwischen 833 und 839; † 26. März 877 in Zürich) war die jüngste von vier Töchtern von Königin Hemma und König Ludwig des Deutschen und die zweite Äbtissin des Klosters Fraumünster. Sie war eine Urenkelin Kaiser Karls des Grossen und Enkelin Ludwigs des Frommen.

## Leben und Wirken

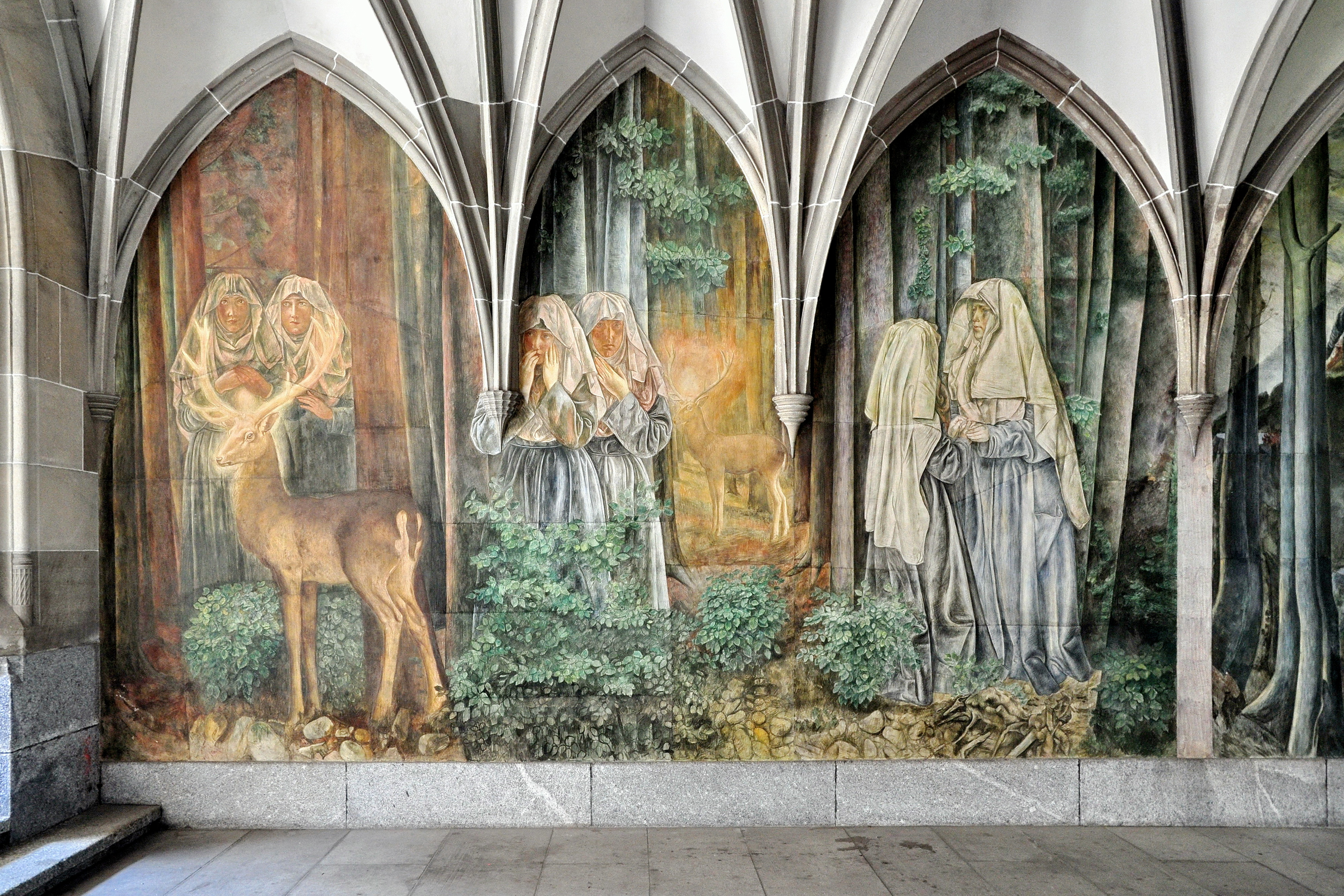
Berta, Hildegard und der Hirsch mit dem leuchtenden Geweih, Fresko von Paul Bodmer im Kreuzgang des Fraumünsters

Berthas Schwester Hildegard war von 841 bis ins Jahr 853 Äbtissin im Frauenkloster Münsterschwarzach am Main. 
Aus dem Jahr 853 berichtet die Gründungslegende des Züricher Fraumünsters, dass sie mit Bertha die Burg Baldern auf dem Albis bewohnte, damit sich die beiden dort in Abgeschiedenheit von der Welt ganz Gott widmen konnten. Demnach begegnete den Schwestern, als sie an einem Tag nach Zürich wanderten, um dort in der Kapelle der Heiligen Felix und Regula zu beten, im Wald ein Hirsch mit leuchtendem Geweih und zeigte ihnen eine Stelle, an der eine Kirche errichtet werden sollte. Ihr Vater Ludwig der Deutsche befolgte diesen göttlichen Auftrag. Historisch gesichert ist lediglich, dass der Herrscher am 21. Juli 853 ein Kloster, das bereits an dieser Stelle existierte, unter dem Namen Fraumünster neu gründete und Hildegard zur Äbtissin machte. Bertha wurde daraufhin Äbtissin in Münsterschwarzach.
856 oder 859 starb Hildegard, worauf Bertha zur Abtei Fraumünster überwechselte und dort das Amt der Äbtissin bekleidete. In ihre Amtszeit fiel die Fertigstellung der Abteikirche, die zwischen 871 und 876 von Bischof Gebhard I. von Konstanz eingeweiht wurde.
In einer Urkunde vom 10. Februar 878 bestätigte Karl III., dass seine Schwester Bertha Äbtissin des Klosters Säckingen war und seine Gemahlin Richardis ihr nachfolgen sollte.
1272 wurden Hildegard und Bertha im südlichen Querschiff des Fraumünsters neu bestattet.